# Giovanni Romano
Giovanni Romano (falecido em 1485) foi um prelado católico romano que serviu como bispo de Terni (1481 – 1485).
Romano foi ordenado sacerdote na Ordem dos Pregadores. Em 1481, foi nomeado pelo Papa Sisto IV como Bispo de Terni. Romano serviu como Bispo de Terni até à sua morte em 1485.